# Jayankondam
Jayankondam (en tamil: ஜெயங்கொண்டம்) es una ciudad de la India. Es la localidad más poblada del distrito de Ariyalur en el estado de Tamil Nadu.
En 2011, el municipio que forma la ciudad tenía una población de 33 945 habitantes. Es el centro administrativo del taluk de Udayarpalayam.
Se ubica unos 25 km al este de la capital distrital Ariyalur, sobre la carretera 81 que lleva a Chidambaram.

## Geografía
Se encuentra a una altitud de 65 m s. n. m. a 267 km de la capital estatal, Chennai, en la zona horaria UTC +5:30.